# Конциль
Канциль (лезг. Къванцин цIил —  буквально «каменный ремень») — село в Хивском районе Дагестана. Административный центр сельского поселения — сельсовет Канцильский.

## География
Расположено в 7 км к востоку от районного центра — села Хив.

## Население
| 1895 | 1926 | 1939 | 1970 | 1989 | 2002 | 2010 |
| ---- | ---- | ---- | ---- | ---- | ---- | ---- |
| 604  | ↘603 | ↗702 | ↘632 | ↘392 | ↗467 | ↘428 |
| 2021 |      |      |      |      |      |      |
| ↘373 |      |      |      |      |      |      |